# Kommission Weltkirche
Die Kommission Weltkirche (K X) ist eine von 14 Kommissionen der Deutschen Bischofskonferenz.

## Aufgaben
Die Kommission pflegt die internationalen Beziehungen der Deutschen Bischofskonferenz (DBK); das Hauptaugenmerk liegt auf der Zusammenarbeit mit anderen (kontinentalen, regionalen und nationalen) Bischofskonferenzen. Zudem trägt die K X die Verantwortung für die überdiözesane weltkirchliche Arbeit in Deutschland, vor allem für die Hilfswerke, deren Tätigkeit sie koordiniert und anleitet. 
Zum Aufgabenspektrum der K X gehört auch der interreligiöse Dialog. Bei den Fragen von Entwicklung, Frieden und Menschenrechten arbeitet sie eng mit der Deutschen Kommission Justitia et Pax zusammen.

## Zusammensetzung
Mitglieder (Stand: 10. März 2024):
- Bertram Meier, Bischof von Augsburg, Vorsitzender
- Wolfgang Ipolt, Bischof von Görlitz, stellvertretender Vorsitzender
- Udo Markus Bentz, Erzbischof von Paderborn
- Peter Birkhofer, Weihbischof in Freiburg
- Stephan Burger, Erzbischof von Freiburg
- Karlheinz Diez, Weihbischof in Fulda
- Bohdan Dsjurach, Apostolischer Exarch für die Ukraine
- Otto Georgens, Weihbischof in Speyer
- Reinhard Hauke, Weihbischof in Erfurt
- Heiner Koch, Erzbischof von Berlin
- Matthias König, Weihbischof in Paderborn
- Franz-Josef Overbeck, Bischof von Essen
- Reinhard Pappenberger, Weihbischof in Regensburg
- Ludger Schepers, Weihbischof in Essen
- Dominikus Schwaderlapp, Weihbischof im Erzbistum Köln
- Stefan Zekorn, Weihbischof in Münster

### Unterkommission für Lateinamerika (insbes. Adveniat)
Mitglieder (Stand: 10. März 2023):
- Franz-Josef Overbeck, Bischof von Essen, Vorsitzender
- Udo Markus Bentz, Erzbischof von Paderborn
- Reinhard Hauke, Weihbischof in Erfurt
- Matthias König, Weihbischof in Paderborn
- Jörg Michael Peters, Weihbischof in Trier
- Rolf Steinhäuser, Weihbischof in Köln

### Unterkommission für Entwicklungsfragen (insbes. Misereor)
Mitglieder (Stand: 2. März 2023):
- Stephan Burger, Erzbischof von Freiburg, Vorsitzender
- Peter Birkhofer, Weihbischof in Freiburg
- Otto Georgens, Weihbischof in Speyer
- Dominikus Schwaderlapp, Weihbischof in Köln

### Unterkommission für Missionsfragen (insbes. Missio)
Mitglieder (Stand: 23. September 2021):
- Ludger Schepers, Weihbischof in Essen, Vorsitzender
- Matthias König, Weihbischof in Paderborn
- Reinhard Pappenberger, Weihbischof in Regensburg

### Unterkommission für Mittel- und Osteuropa (insbes. Renovabis)
Mitglieder (Stand: 26. Juli 2024):
- Heiner Koch, Erzbischof von Berlin, Vorsitzender
- Bohdan Dsjurach, Apostolischer Exarch für die Ukraine
- Josef Graf, Weihbischof in Regensburg
- Wolfgang Ipolt, Bischof von Görlitz
- Rupert Graf zu Stolberg, Weihbischof in München

### Unterkommission für den interreligiösen Dialog
Mitglieder (Stand: 28. September 2023):
- Bertram Meier, Bischof von Augsburg, Vorsitzender
- Karlheinz Diez, Weihbischof in Fulda
- Horst Eberlein, Weihbischof in Hamburg

## Veröffentlichungen
- Der Klimawandel. DBK Kommissionen Nr. 29. Bonn, 2. aktualisierte Auflage 2007 (1. Auflage: 2006)
- Allen Völkern Sein Heil. Die Mission der Weltkirche. Die deutschen Bischöfe Nr. 76. Bonn 2004
- Gerechter Friede. Die deutschen Bischöfe Nr. 66. Bonn 2000.
- Die eine Sendung und die vielen Dienste. Zum Selbstverständnis weltkirchlich orientierter Einrichtungen und Initiativen heute. Die deutschen Bischöfe Nr. 65, Bonn 2000.
- Bevölkerungswachstum und Entwicklungsförderung. DBK Kommissionen Nr. 15. Bonn 1993
- Die internationale Schuldenkrise. DBK Kommissionen Nr. 7. Bonn 1988